# Spamhaus
Spamhaus (l.mn. spamhausen) – pejoratywne określenie dostawcy usług internetowych, który pozwala, a nawet zachęca do wysyłania spamu przez swój system.
Jednym z najbardziej znanych historycznie spamhausów był Cyber Promotions Inc. Sanforda Wallace'a, aresztowany 16 października 1997 r. Rocznica tego dnia jest obchodzona w Usenecie jako Spam Freedom Day (Dzień Wolności od Spamu), choć problem spamu nie zniknął, a w latach 2003 i 2004 wyraźnie się nawet nasilił. Spamhausy, ścigane przez prawo, straciły swoje znaczenie, natomiast większość spamu przechodzi przez konta jednorazowego użytku (throwaway account) zakładane u znanych dostawców usług internetowych lub serwery, na które się włamano.